# Lerista connivens
Lerista connivens — вид сцинкоподібних ящірок родини сцинкових (Scincidae). Ендемік Австралії.

## Поширення і екологія
Lerista connivens мешкають в прибережних районах на заході Західної Австралії, від Гналару і Міа-Міа до нижньої течії річки Мерчисон. Вони живуть в сухих чагарникових заростях, що ростуть на піщаних та червоних глинистих ґрунтах.